# Секс-работа в Санкт-Петербурге
Секс-работа и секс-торговля выступала неотъемлемой частью городской жизни Санкт-Петербурга, как и в любом другом крупном и портовом городе. В Петербурге с начала его основания проживало множество неженатых и разлучённых с семьями мужчин, давая главный толчок в развитии теневой индустрии секс-работы. В ранний период истории Петербурга секс-работницы подвергались гонениям и репрессиям, однако секс-торговлю никогда не удавалось полностью искоренить. С середины XIX века и до революции секс-работа была легализована и в Петербурге работали официальные дома терпимости. Борьба с торговавшими секс-услугами женщинами развернулась в Петрограде и затем Ленинграде при советском правлении, вплоть до перестройки данная тема замалчивалась. Однако расцвет секс-работы, как целой отрасли теневой экономики Петербурга пришёлся на 1990-е и затем 2000-е годы.
Сегодня секс-торговля и секс-работа в Петербурге нелегальна и расценивается, как административное правонарушение для лиц, вовлечённых в секс-работу и уголовной ответственностью для их опекунов и организаторов — сутенёров. По официальной статистике в 2021 году наибольшее количество правонарушений было зафиксировано в Московском, Центральном и Выборгском районах. Тем не менее в городе при негласном покровительстве властей и полиции существует развитая теневая отрасль, связанная с секс-работой. По данным на 2003 год, в городе действовало 280 своднических агентств с участием до 8 тысяч вовлечённых в секс-работу женщин, осуществлявших свою деятельность под видом клубов знакомств, саун, бань и гостиниц. Петербург приобрёл известность из-за обилия уличной рекламы, связанной с секс-работой.

## Ранний период
Секс-работа стала массовым явлением ещё в Петербурге при правлении Петра I, как следствие разрастания армии и чиновничьего аппарата, не имевших средств перевезти и содержать семью в новом городе. Многочисленные одинокие мужчины удовлетворяли плотские потребности у женщин, тайно торговавших секс-услугами. При Петре основная часть жителей переселялась насильно и при высокой смертности, многие крестьянки, вначале выдернутые из своей общины и часто потерявшие мужа или овдовевшие оказывались в бедственном положении и секс-работа выступала для них единственным способом не умереть с голоду, в тот период рынок труда предназначался для мужчин и женщине почти не было возможно найти работу. Росту секс-работы также способствовало распространение сдачи жилья внаём и от этого появления личного пространства, не возможного в деревенской общине.
Женщины, предлагавшие секс-услуги солдатам назывались «солдатками». Пётр первый боролся с этим явлением, требуя раздевать пойманных женщин до гола и выгонять их. Также было велено хватать и допрашивать всех людей, беспричинно слонявшихся на улицах.
Петербуржская секс-работа также отличалась от таковой в остальной России ввиду наличия множества иностранцев в городе и насаждаемого западного уклада в жизни, в итоге в городе стали формироваться два основных вида секс-работы, русский традиционный и по образцу западноевропейских городов с борделями. Такими заведениями управляли в основном голландки и немки, а сами секс-работницами тоже чаще всего были иностранками. Такие бордели посещали представители средних и высших сословий. Первые притоны западного образца возникли на территории Немецкой слободы. Русские женщины, торговавшие секс-услугами или именуемые «Девками кабацкими» по русской традиции посещали кабаки, корчмы и бани и обслуживали представителей низшего сословия. Уже к 1718 году в городе существовали тайные публичные дома, сам Пётр I военным уставом запрещал изнасилования, гомосексуальность и педофилию, но не секс-торговлю. Таким образом деятельность торговавших секс-услугами женщин не была законной, но и не наказуемой.
Жёсткую борьбу с секс-работой и секc-торговлей развернула императрица Елизавета Петровна, после истории с первым «официальным» публичным домом, открытым зажиточной немкой по кличке «Дрезденша» на Вознесенской улице. Дом предназначался для состоятельных офицеров, однако был вскоре закрыт по личному приказу императрицы. Сразу после этого Елизавета развернула массовые рейды по отлову торговавших секс-услугами женщин и их ссылке за черту города. Городская тюрьма быстро переполнились секс-работницами и сутенёрами, половина из пойманных были иностранцами, также был выявлен ряд случаев эксплуатации несовершеннолетних девочек собственными родителями. Кампания возымела временный успех, приведя к резкому снижению количества секс-работниц в городе, однако своё недовольство уже стали выражать многие мужчины высшего света и офицеры, также пользовавшиеся услугами секс-работниц. По приказу Елизаветы в 1750 году учреждено исправительно-лечебное заведение — Калинкинский исправительный дом, фактически место заключения для секс-работниц при госпитале. С 1763 года секс-работа наказывалась ссылкой в поселение.

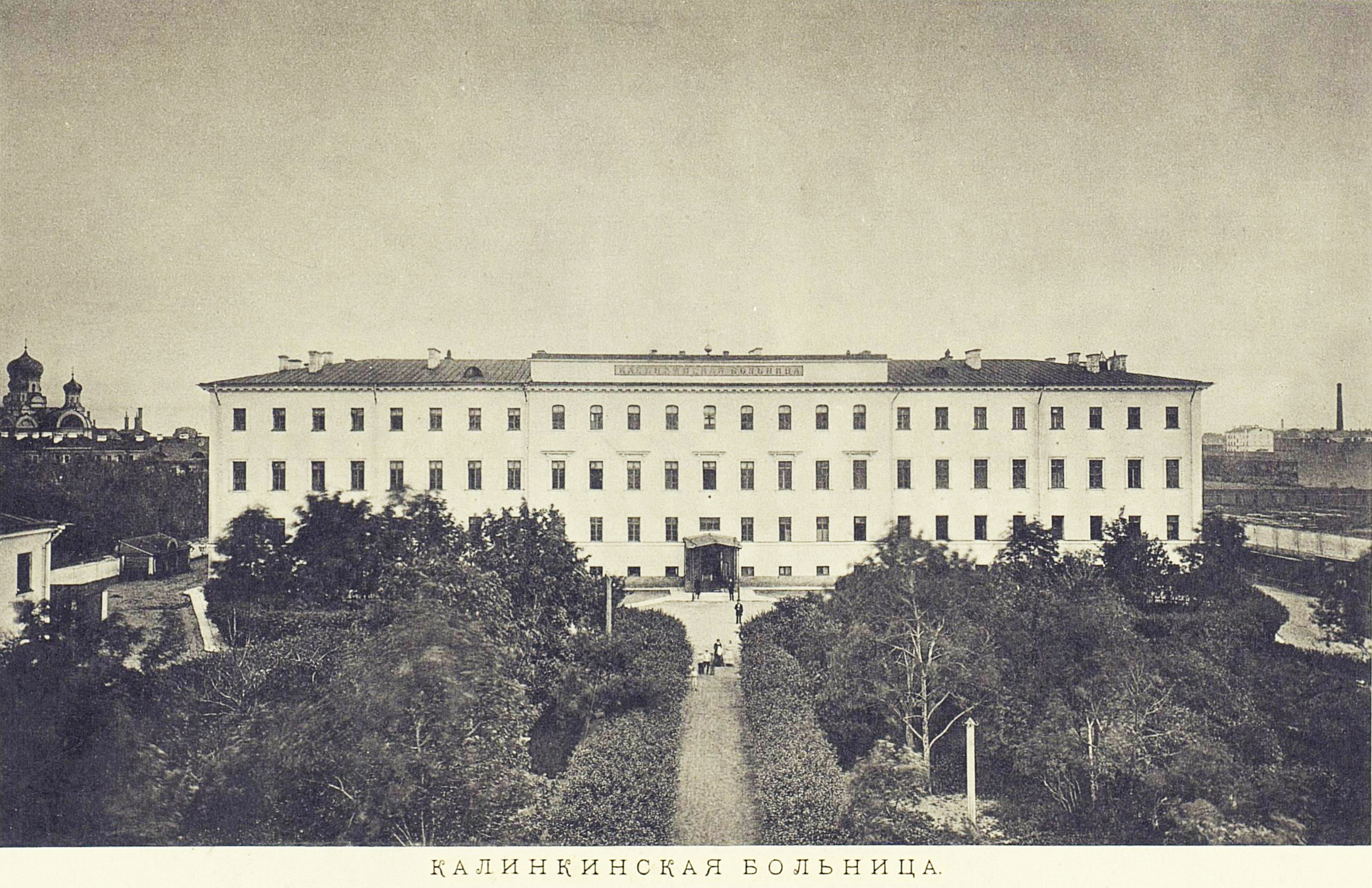
Калинкинская больница, и по совместительству исправительный дом, построенный для отбывания там секс-работниц

Борьба с секс-работой продолжалась и при правлении Екатерины II. С 1771 года пойманных женщин по принятому закону ссылали на фабрики на работу, с 1780 года их ссылали уже в Сибирь или на нерчинские фабрики. Императрица также наказывала владельцев домов, открывавших свои двери торговавшим секс-услугами женщинам полугодовой ссылкой в смирительный дом. За неэффективностью борьбы с секс-работой, постаревшая императрица смягчила свои нравы и предприняла первые попытки государственного контроля над секс-работницами. В 1782 году был принят устав, предписывающий проводить постоянные осмотры торговавших секс-услугами женщин и контролировать их пребывание в строго отведённых местах. Также заболевшие сифилисом женщины могли получить бесплатное лечение. Екатерина также позволила в специально отведённом на то районе открывать публичные дома.
Эпоха правления Павла I и Александра I сопровождалась борьбой с секс-работой репрессивными методами. Павел при восхождении на трон организовал массовый рейд на торговавших секс-услугами женщин, сослав их в Иркутск на фабрики, затем Павел обязывал таких женщин одевать на улицу отличительные жёлтые платья, чтобы горожане видели, «с кем имеют дело», за неподчинение таких женщин высылали на рудники, это не мешало дальше развиваться теневому рынку. До легализации секс-работы, пойманных торговавших секс-услугами женщин сажали в тюрьму от недели до трёх месяцев, а за организацию борделей выдавали штрафы и сажали на 6 — 12 месяцев. Также уличённых в добрачных отношениях женщин наказывали общественными работами, например подметанием улиц. Несмотря на все предпринятые попытки преследования и наказания лиц, привлечённых в секс-работу, она продолжала процветать в городе, в котором жило множество одиноких и расставшихся с семьёй мужчин, искавших потребность в женских ласках и находивших их у торговавших секс-услугами женщин.

## Середина XIX — начало XX века
В 1844 году секс-работа была узаконена с подписанием императором Николаем I «Табеля о проституции», тогда же был учреждён первый врачебно-полицейский комитет, обязывавший периодически проверять торговавших секс-услугами женщин. Эта мера была предпринята для борьбы с распространением сифилиса. Больных женщин оправляли на бесплатное лечение в Калинкинскую городскую больницу — первую венерологическую клинику России.
По новому закону, открыть публичный дом имела право женщина, имевшая свидетельство «о благонадёжности» и в возрасте от 30 до 60 лет. Бордель мог находиться не ближе 150 саженей от общественных заведений, церквей и школ. Табель также предписывал условия для проживания в домах терпимости и обязанности для содержавших их сутенёрок. Например, хозяйка была обязана следить за порядком и чистотой в публичном доме, за гигиеной и документацией своих подопечных. Хозяйка также получала три четверти за услуги. Строго воспрещалось проживание детей в доме терпимости. Сами торговавшие секс-услугами женщины получали статус поднадзорных, и им вручали так называемые бланки с удостоверением личности и подтверждавших их физическое здоровье. В случае выявления болезни, секс-работницы шли лечиться в Калинкинскую больницу. Вопреки общественному мнению, легализация секс-работы не привела к падению общественного нрава.
В Петербурге существовало несколько категорий торгующих секс-услугами женщин: «Билетная проститутка» была прикреплена к одному узаконенному публичному дому. Она обменивала свой паспорт на билет и должна была проводить постоянные медицинские осмотры. «Бланковые проститутки» не были прикреплены к публичному дому и работали самостоятельно. Основными клиентами становились мужчины в возрасте от 21 до 30 лет. Многие из них были представители высшего класса, молодежь и служащие в армии. Чернорабочие могли себе позволить только бланковых или тайных секс-работниц низшего разряда.
Секс-работницам запрещалось появляться в центре города, а точнее на Пассаже, Невском, Литейном, Владимирском и Вознесенском проспектах, Гороховой, Большой и Малой Морской улицах, чтобы не мешать «почтенной публике». Промышлявших секс-услугами женщин было легко ловить по причине чёткого деления улиц на «аристократические» и «плебейские». Запреты не мешали секс-работницам искать клиентов в вышеперечисленных улицах, однако они были вынуждены скрываться от взора полиции. В случае угрозы облавы, такие девушки могли хватать руку первого попавшегося мужчины и умолять его притвориться её знакомым или другом.

### Камелии

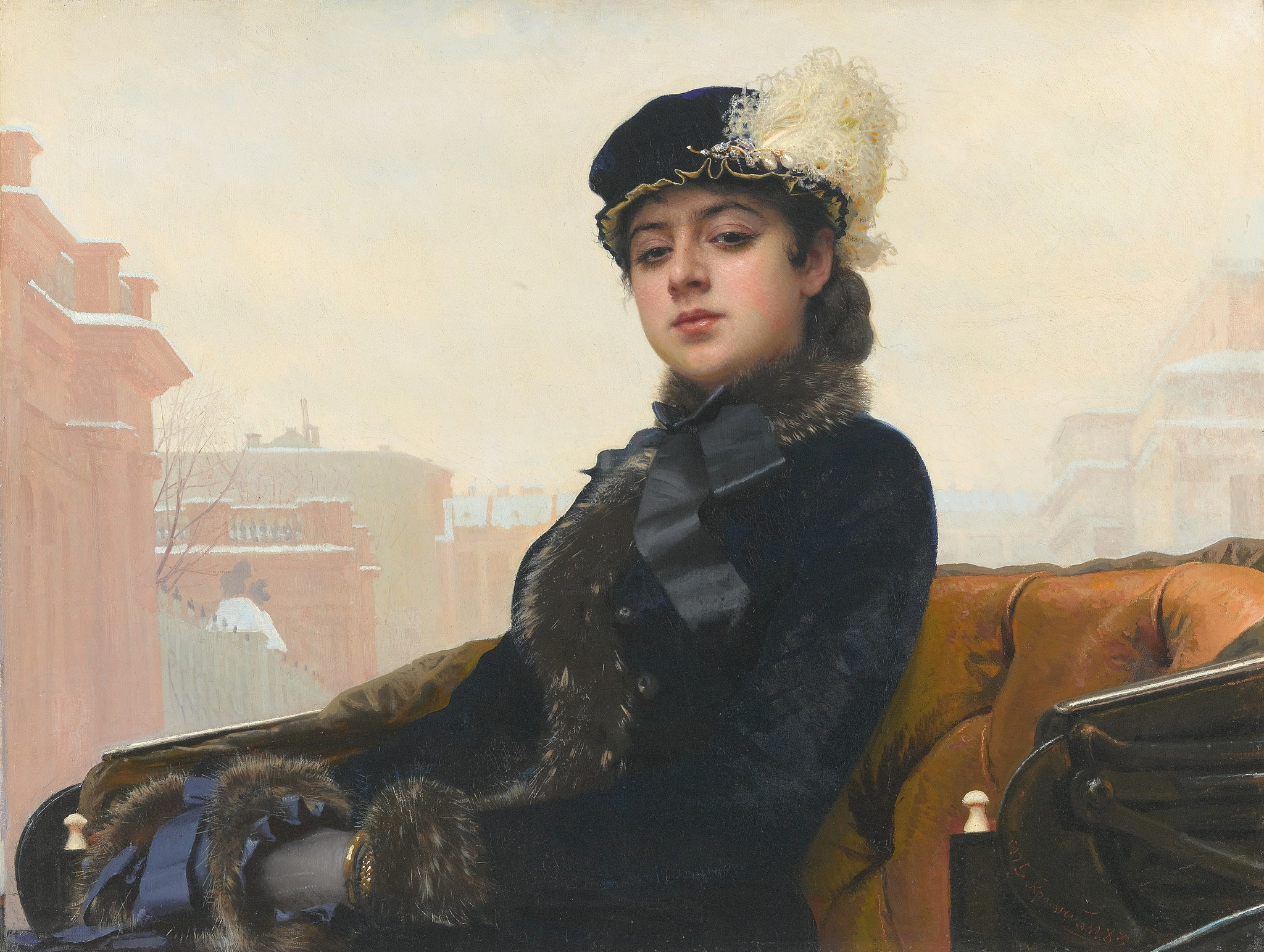
«Неизвестная», Иван Крамской. По одной из версий, на полотне изображена камелия в поиске нового покровителя

Существовала отдельная категория «Камелий» — содержанок у мужчин высшего общества, тогда это рассматривалась, как форма секс-работы, однако камелии никак не были связаны в петербургскими женщинами, оказывавшими за деньги секс-услуги и не стояли на учёте. Содержанки чаще всего были иностранками — немками и француженками из небольших городов и вращались в обществе аристократов. Камелии, как особый класс сформировались ещё до легализации секс-работы.
Современники отмечали, что гетеры одевались, как аристократки, но их выдавала безграмотность. Гетер можно было встретить на улицах Петербурга, куда запрещалось ходить бланковым. Камелии как правило вставали поздно, катались на каретах по Невскому и выставляли себя напоказ у французского театра. Они зачастую носили яркие, пышные и вызывающие наряды. Этим словом также обозначали тайных секс-работниц, работавших хористками и работницами в кафе-шантанах, и в целом женщин, занимавшихся тайной секс-работой при наличии «чистой» работы и жизни.
В конце XIX с камелиями стали конкурировать так называемые «новые женщины», придерживавшиеся нигилистских взглядов. В противовес безграмотным и ярким камелиям нигилистки были образованны, им было свойственно свободомыслие. Они одевались подчёркнуто сдержанно и мрачно, часто с коротко постриженными волосами. Новые женщины в итоге начали оказывать сильное влияние на общественную и культурную жизнь аристократии и культурной интеллигенции. К началу XX века ни один модный салон деятелей литературы не обходился без присутствия «новых женщин». Несмотря на то, что многие «новые женщины» были содержанками, их не было принято рассматривать, как камелий — секс-работниц. Свободные отношения и секс до брака «новые женщины» рассматривали, как часть своего права. Например, «новой женщиной» считалась знаменитая поэтесса Зинаида Гиппиус.

### Публичные дома
Секс-работница отдавала свой паспорт и в обмен получала жёлтый билет, подтверждавший её удовлетворительное состояние здоровья. Только совершеннолетние девушки могли получить бланк. Фактически хозяйки борделей часто нарушали законы для дополнительного заработка, они могли например забирать себе весь заработок подопечных женщин, втягивать их в долги, чтобы вынуждать работать в публичном доме. Для борьбы с этим явлением власти ввели расчетные книжки, выдаваемые с каждым бланком. Согласно официальной переписи комиссии «по надзору за бродячими женщинами», в 1853 году числилось 1378 уличённых в секс-работе женщин, было зарегистрировано 148 публичных домов, эти данные учитывали только «поднадзорных» секс-работниц. Публичные дома были сосредоточены на Петербургской стороне, около Егерских казарм, у кабака «Веселые острова», на Песках, Покровской,Болотной улице и в Коломне. Сенная площадь была известна, как самое злачное место, во всех домах прилегающего переулка Бринько имелось по борделю.

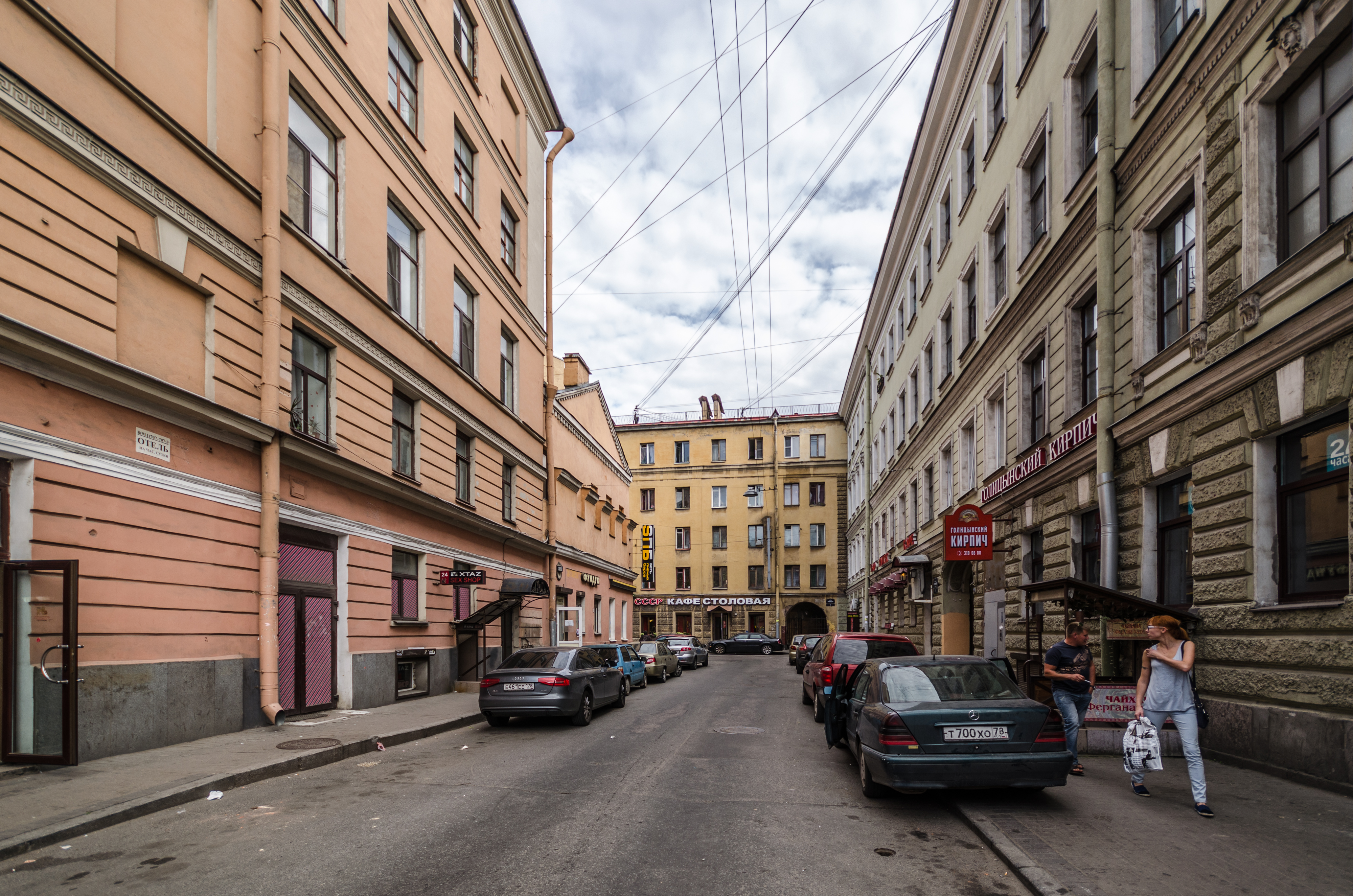
Переулок Бринько, до революции во всех прилегающих зданиях располагались публичные дома

Место содержания торговавших секс-услугами женщин и цены за их услуги разительно отличались в зависимости от их места работы, физического здоровья и клиентской базы. Лучшим положением обладали «билетные», работавшие в дорогих фешенебельных публичных домах, внешне напоминавших клубы. Там работали молодые женщины с привлекательной внешностью, также образованные, начитанные, говорившие на нескольких языках. В самых дорогих публичных домах часто работали иностранки, обслуживавшие клиентов в своих национальных костюмах. Также в дорогих борделях могли устраивать ролевые игры. Многие публичные дома располагались в сдаваемых комнатах при трактирах, поэтому сами трактиры сыскали дурную славу у современников, как места не только для пьянок, но и оргий. Скандальной известностью пользовались трактиры вокруг Сенной площади. В целом трактиры было принято делить на «серые» и «грязные». Первые предназначались для приказчиков, торговцев и мелких чиновников, торговцев, вторые — для извозчиков и чернорабочих.

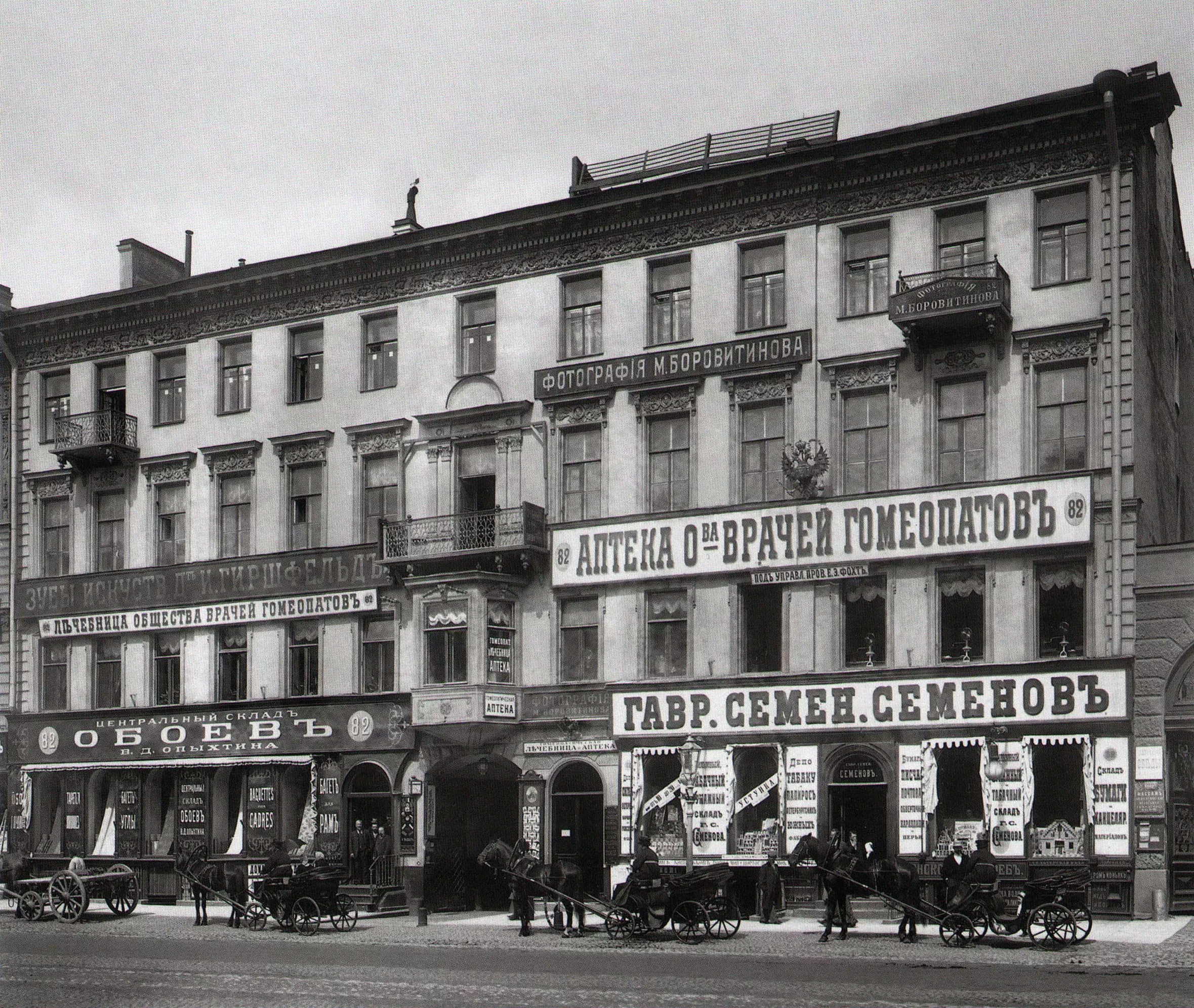
Доходный дом Е. А. Брюна был известен своими борделями с самыми разнообразными секс-услугами, в том числе однополыми и БДСМ

Карьера женщины, торговавшей секс-услугами была скоротечной, так как самыми востребованными оставались молодые девушки. Секс-работница даже при врачебном уходе рано или поздно была обречена получить венерические заболевания и после этого попадала в разряд «бедных». В дешёвых борделях женщинам требовалось обслуживать как минимум по 15—20 человек, они утоляли свою боль алкоголем и в итоге начинали спиваться. Самой дурной славой пользовался «малинник», располагавшийся в доме № 3 по Сенной площади. Там царила антисанитария, а женщины обслуживали до 50 клиентов в день. Ещё больше побитых временем и болезнями женщин в итоге выбрасывали на улицу и они чаще всего отправлялись торговать секс-услугами в ночлежки или оседали в вяземской лавре. В какой-то момент женские ночлежки стали превращаться в своего рода бордели, обслуживавшие мужских ночлежников. Например, известной секс-работницей стала «Верка Арбуз», поселившаяся в первом женском городском ночлежном доме и командовавшая секс-работницами в округе. Также секс-работниц низшего разряда делили на «кабачниц», бездомных женщин, живущих у кабаков и готовых предоставить услуги за паёк. «Гнилушницы» собирали гнилые фрукты и торговали ими, попутно предлагая себя. Гнилушницы и кабачницы укрывались в вяземской лавре. Также они могли жить в «Холмушах» на Боровой улице, «Петушках» за Волковым кладбищем, в «Порт-Артуре» и «Маньчжурии» на Смоленской. Современники отмечали, что такие женщины внешне могли выглядеть на 20 лет старше своего возраста.
Конец XIX века государство развернуло борьбу с дешёвыми публичными домами в связи с ужесточением норм гигиены и массовой ликвидации дешёвых борделей, это привело к значительному снижению числа публичных домов. Бордели также закрывались под возрастающим давлением либеральной общественности, рассматривавших публичные дома, как главный инструмент угнетения женщин, продававших секc-услуги и выступавших за замену борделей «домами свиданий» или выступав за независимую секс-работу.

### Бланковые секс-работницы
«Бланковые проститутки» появились, как итог неудачной попытки государства собрать всех секс-работниц в публичных домах после легализации секс-работы. Тогда в 1852 году была создана специальная комиссия, чья цель сводилась к поиску безбилетных секс-работниц и выдаче им специальных бланков с требованием следовать правилам и проходить медицинские осмотры. «Бланковые» не были прикреплены к публичному дому и работали самостоятельно. Они обладали в целом более уязвимым положением нежели «билетные», так как чаще всего это они начинали нелегально оказывать секс-услуги и в итоге прошли учёт во врачебно-полицейском комитете после облавы. На рубеже веков средний возраст «бланковой» составлял 25 лет со средним рабочим стажем в 5 лет и как минимум 2 раза заболевшей венерическим заболеванием.

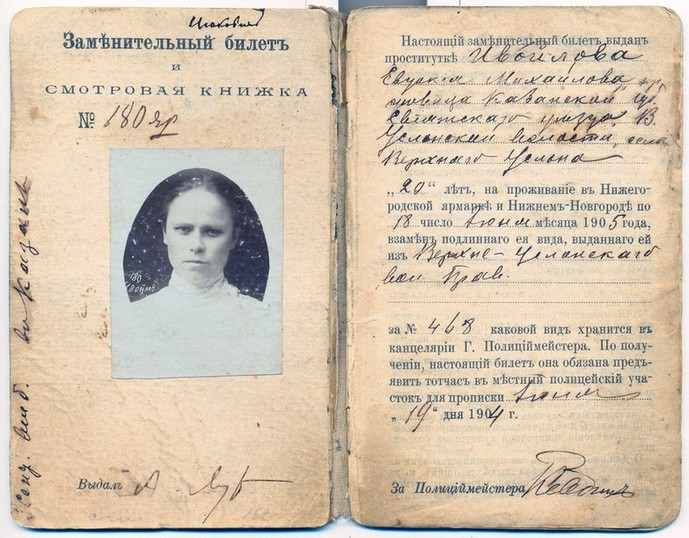
Жёлтый бланк женщины, торговавшей секс-услугами, заменявший ей удостоверение личности, 1904 год

«Бланковые», будучи независимыми от каких-либо посредников с одной стороны могли полностью распоряжаться заработанными средствами, с другой стороны постоянно рисковали, так как их средствами неизменно интересовались сутенёры и уголовники. По этой же причине многие бланковые искали защиту, для чего были образованы притоны. Хотя бланковые не работали в борделях, с 1860-х годов в городе начали открываться зарегистрированные дома свиданий, в просторечии именующиеся «притонами», к 1871 году в городе работало уже более 30 домов свиданий. Де-факто дом свиданий во многих смыслах был похож на бордель, где «хозяйка» обеспечивала кровом, едой женщин и обязывала их проходить медосмотр, хотя у бланковых было куда больше свободы: они могли гулять на улице и самостоятельно приводить клиентов. Тем не менее всегда существовал риск попасть в полное подчинение владелицы квартиры, в которой снимали угол. Также бланковые всегда подвергали себя риску во время поиска клиентов, так как они могли нарваться на преступника или маньяка. Обеспеченные бланковые принимали клиентов в съёмных квартирах на улицах, где раньше были публичные дома. Чтобы квартира не превратилась в бордель, официально было запрещено сдавать секс-работницам более трёх квартир в одном доме. Арендодатели не всегда соблюдали законы.
В начале XX века, чаще всего бланковых можно было встретить в Александровском парке у Народного дома, где скапливалось нетрезвое население. Секс-работницы часто были связаны с преступниками. Бланковые низшего разряда и без постоянного крова вели бродяжный образ жизни и искали клиентов по кабакам и харчевням, чиновники врачебно-полицейского комитета обвиняли их в распространении венерических болезней среди солдат и простолюдин.

### Причины становления
На секс-работу женщин толкало прежде всего нищета и отсутствие элементарных бытовых условий. Подавляющая доля вовлечённых в секс-работу приходилась на женщин из бедных слоёв населения, находившихся в уязвимом социальном и экономическом положении и испытывала в детстве сексуально-психологические травмы. Доля аристократических женщин среди секс-работниц в 1889 году не превышала 4 %.

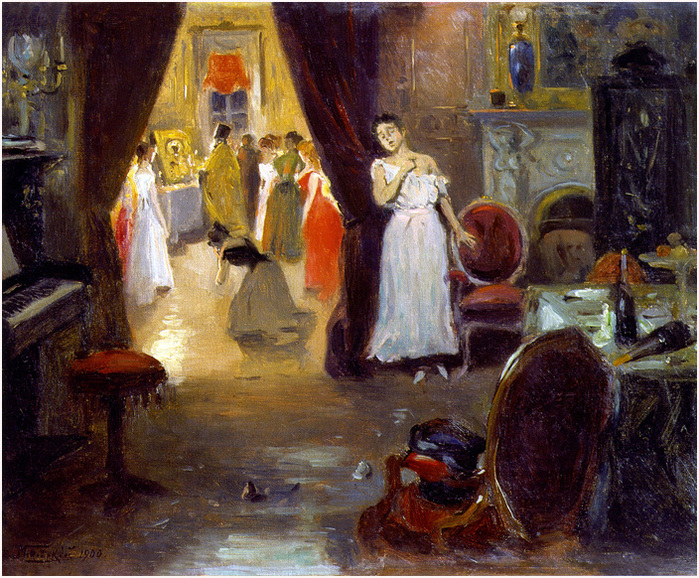
Освящение публичного дома, 1900 год. Эскиз Владимира Егоровича Маковского

Из-за особенности сословного земляческого разделения трудовой деятельности, выпавшим «из круга» людям было крайне сложно обустроиться и найти работу, в итоге, чтобы выжить в городе, путь мужчин лежал к воровству и разбою, а женщин — к секс-работе. Многие секс-работницы ранее работали горничными, белошвейками, портными и в прочей сфере обслуживания. По наблюдениям доктора П. Е. Обозненко, в конце XIX века 40 % женщин начали добровольно заниматься секс-работой из-за нужды.
Часто женщин втягивали в секс-торговлю против их воли. Поставленная на учёт женщина получала бланк взамен на паспорт, а значит больше не могла официально заниматься никакой другой работой. В городе орудовали сутенёры — бандиты или женщины, сами в прошлом оказывавшие секс-услуги, стремившиеся разными способами затащить женщину во врачебно-полицейский комитет и затем путём обмана сделать своей невольницей. Например, у нищих девушек, ночевавших в трактирах воровали паспорт, чтобы сыскная полиция после облавы по ошибке приняла девушку за секс-работницу и выдала бланк. Затем сутенёр выдавал себя за единственного защитника, заставляя заниматься секс-работой и отдавать доходы с неё. Сутенёры также сдавали угол в квартире женщинам с низким достатком и затем обвиняли их в занятии тайной секс-работой с хозяевами квартиры, после чего девушку ставили на учёт, как секс-работницу. Во врачебно-полицейский комитет иногда женщин против их воли приводили их мужчины или родственники — представители социального дна. Такие женщины, часто лишённые воли к жизни быстро падали на дно.
Некоторые женщины начинали торговать секс-услугами по личному желанию, как правило это были работницы самых дорогих борделей и выходцы из обеспеченных семей. Они были осведомлены о сопутствующих рисках, тщательно оберегая себя от болезней, работая в одном заведении много лет и накапливая средства на жизнь после карьерного заката. Существовала отдельная категория «аристократок», имевших достаточно средств принимать клиентов в хороших апартаментах. Они стремились найти себе постоянного содержателя.

### Правозащита

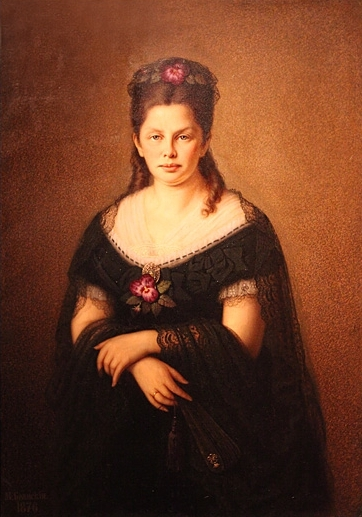
Правозащитница Анна Павловна Философова помогла тысячам обездоленных женщин найти жильё и профессию, не связанную с секс-работой

К началу XX века заметно выросла критика врачебно-полицейского комитета со стороны демократически настроенной общественности вместе с идеей о недопустимости осуждения секс-работниц и ограничения их гражданских прав, среди таких критиков были видные писатели, например Александр Куприн. Правозащитники были выходцами из городского среднего класса, основная масса населения продолжала категорически порицать женщин, торговавших секс-услугами.
В этот период в Петербурге нарастало движение аболиционистов, рассматривавших сакс-работу и секс-торговлю, как форму угнетения женщин и контроля женского тела мужчинами. Аболиционисты возлагали полную вину за секс-торговлю на мужчин и выступали за её искоренение путём полового контроля над мужской частью населения. Их главные требования сводились к упразднению врачебно-полицейского комитета, билетов секс-работниц публичных домов и всего, что по их мнению было связано с контролем над телами оказывавших секс-услуги женщин. К моменту гражданской войны движение стало достаточно сильным, чтобы это влияло на общее снижение количества публичных домов и зарегистрированных женщин, оказывавших секс-услуги. На фоне демократизации общественных настроений врачебно-полицейский комитет было решено распустить, как неэффективный и устаревший, хотя это повышало общественный статус секс-работниц. Комитет был также призван контролировать и предотвращать распространение венерических заболеваний. Попытки министерства внутренних дел сформировать новый «более демократический» комитет взамен упразднённого встречали яростный отпор у аболиционистов, не допускавших сам факт государственного контроля над торговавшими секс-услугами женщинами, как формы контроля мужчиной женского тела. Такая борьба за права женщин, торговавших секс-услугами имела спорные результаты. Упразднённый комитет несмотря на свою спорность помимо организации медицинских просмотров также обеспечивал систему социальной реабилитации. После ликвидации комитета и за невозможностью создать новый комитет в результате давления аболиционистов, секс-работницы лишались вышеописанных возможностей. Взгляд аболиционистов на секс-работу был достаточно радикальным, чтобы они обрушивали критику на любых общественных деятелей и писателей, чей взгляд на сакс-работу и секс-торговлю хоть немного расходился или даже пытались ввести нравственную цензуру в фильмы, затрагивавшие тему секс-торговли.
Свою долю в улучшении жизни и положения секс-работниц сыграли правозащитники дома милосердия. Они стремились улучшить материальное положение обращавшихся к ним женщин, в частности входившая туда Анна Павловна Философова организовала общество «Общество дешёвых квартир», помогая находившимся в нужде женщинам найти работу, не связанную с секс-работой и обеспечивая их жильём. Только с 1900 по 1905 год жильё получили 3,5 тысячи женщин. Члены дома милосердия также проводили правовые консультации для секс-работниц и защищали их интересы в суде, в том числе и против врачебно-полицейского комитета. Общественной адаптацией и реабилитацией секс-работниц также занималось «Российское общество защиты женщин» под покровительством Евгении Максимилиановной Лейхтенбергской. Правозащитники также организовывали меры, призванные предотвратить вовлечение в секс-торговлю девушек и женщин, оказавшихся в нужде.

### Тайная секс-работа
К началу Первой мировой войны, вместе с распространением тайной секс-работы, количество зарегистрированных женщин, торговавших секс-услугами заметно уменьшилось. Тайно промышлявшие секс-работой женщины не стояли ни на каких учётах. Рынок теневой секс-работы контролировался бандитами, сутенёрами и притоносодержательницами. Тайной секс-работой занимались женщины из театральных подмостков, а именно хористки и танцовщицы кафешантанов. Секс-услуги предлагали цыганские хористки, пользовавшиеся интересом у аристократов.
При отсутствии медицинских проверок, среди женщин, тайно оказывавших секс-услуги значительно выросла скорость распространения венерических заболеваний. Если в 1910 году каждая вторая вовлечённая в секс-работу женщина заболевала сифилисом, то к 1914 году по примерным данным их доля составляла уже три четверти.
На рубеже XIX и XX веков наблюдалась устойчивая тенденция росту доли женщин, тайно торговавших секс-услугами в городе и наоборот к явному снижению доли женщин, делавших это легально, так в 1900 году было зарегистрировано в два раза меньше секс-работниц, чем в 1880-м, это при том, что за это время население города, а вместе с ним и секс-работа значительно выросли. Нет единого объяснения этому феномену. Это могло быть связано с излишней бюрократизацией, например легализовавшиеся секс-работницы вынуждены были оказываться «на простое» во время проверок и лечений от венерических заболеваний, также на рост нелегальной секс-работы влияла общая демократизация городского быта и смягчение нравов. На рост доли тайных секс-работниц оказала влияние отмена уголовной ответственности «за блуд», который раннее мотивировал многих торговавших секс-услугами женщин вставать на учёт.
Увеличение доли тайной секс-торговли объяснялось и демографическими изменениями в Петербурге, который за последние десятилетия прирос бывшими крестьянами, это и повлияло и на демографию торговавших секс-услугами женщин, большая часть из которых к моменту гражданской войны были выходцами из деревень и не интегрировались в городское сообщество.
Секс-работа была тесно связана городской преступностью, в городе стал популярным способ воровства, когда секс-работница работала в паре со своим «котом». Когда женщина ублажала клиента, её кот-напарник обшаривал предметы гардероба, оставленные у входа. Такие преступники назывались хипесниками. Некоторые секс-работницы — «кошки» становились городскими знаменитостями, например хипесница Марфушка таким образом сумела скопить 90 000 рублей, её коллега Сонька Синичка на ворованные деньги открыла собственную модную мастерскую.

## При советском правлении

### Ранний период
После революции секс-работа была запрещена и ушла в подполье. Количество секс-работниц значительно сократилось в годы гражданской войны из-за тяжёлых жизненных условий, вызванных гражданской войной и нехваткой мужчин — клиентов. Оставшиеся секс-работницы начали массово употреблять кокаин. Методы борьбы с секс-работой несли непостоянный характер, реабилитационные меры смешивались с репрессивными. Так как продажа секс-услуг была запрещена, секс-работницы перестали проходить медицинские осмотры, это привело к значительному ускорению распространения сифилиса. 

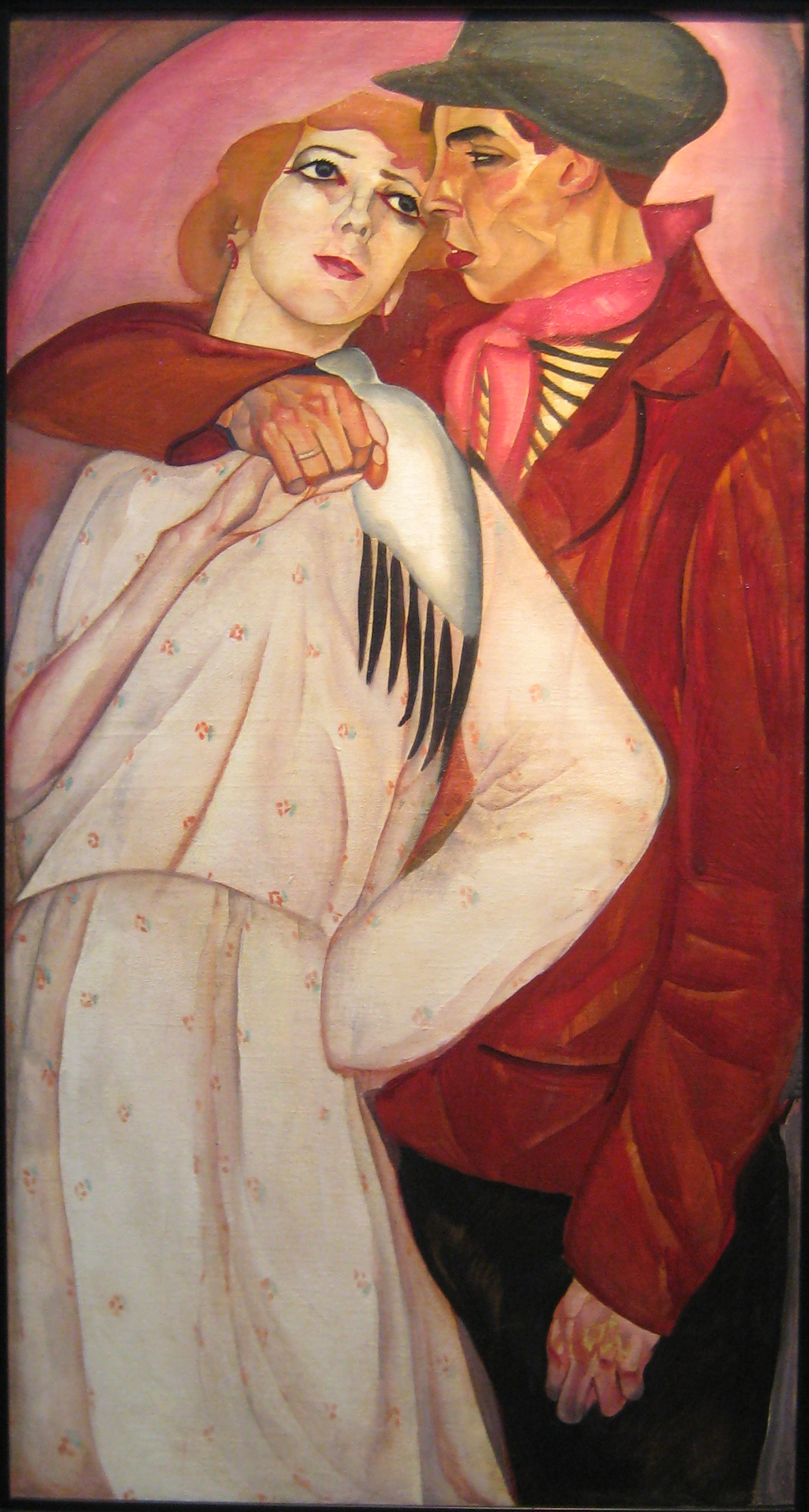
«Проститутка и жиган», 1917 год, Борис Григорьев

Расцвет проституции пришёлся на период новой экономический политики, когда государство ослабило преследование «нетрудовых элементов». Несмотря на запрет секс-работы, такие женщины не скрывались, их можно было узнать по вызывающим нарядам. В Петрограде в 1920-х годах по примерным оценкам 32 тысячи женщин на миллион жителей занимались секс-работой. В основном это были девушки, до 24 годов, выходцы из крестьян и рабочих, часто жившие в ночлежных домах, чаще всего грамотные. Они искали клиентов в основном на улицах, затем отправлялись с ними в бани, домой или кабинеты ресторанов. Часто из-за жилищного кризиса у клиента не было своей квартиры и услуги могли оказывать улицах и железнодорожных вокзалах. Тем не менее секс-работа не была столь массовым явлением, как до революции. 

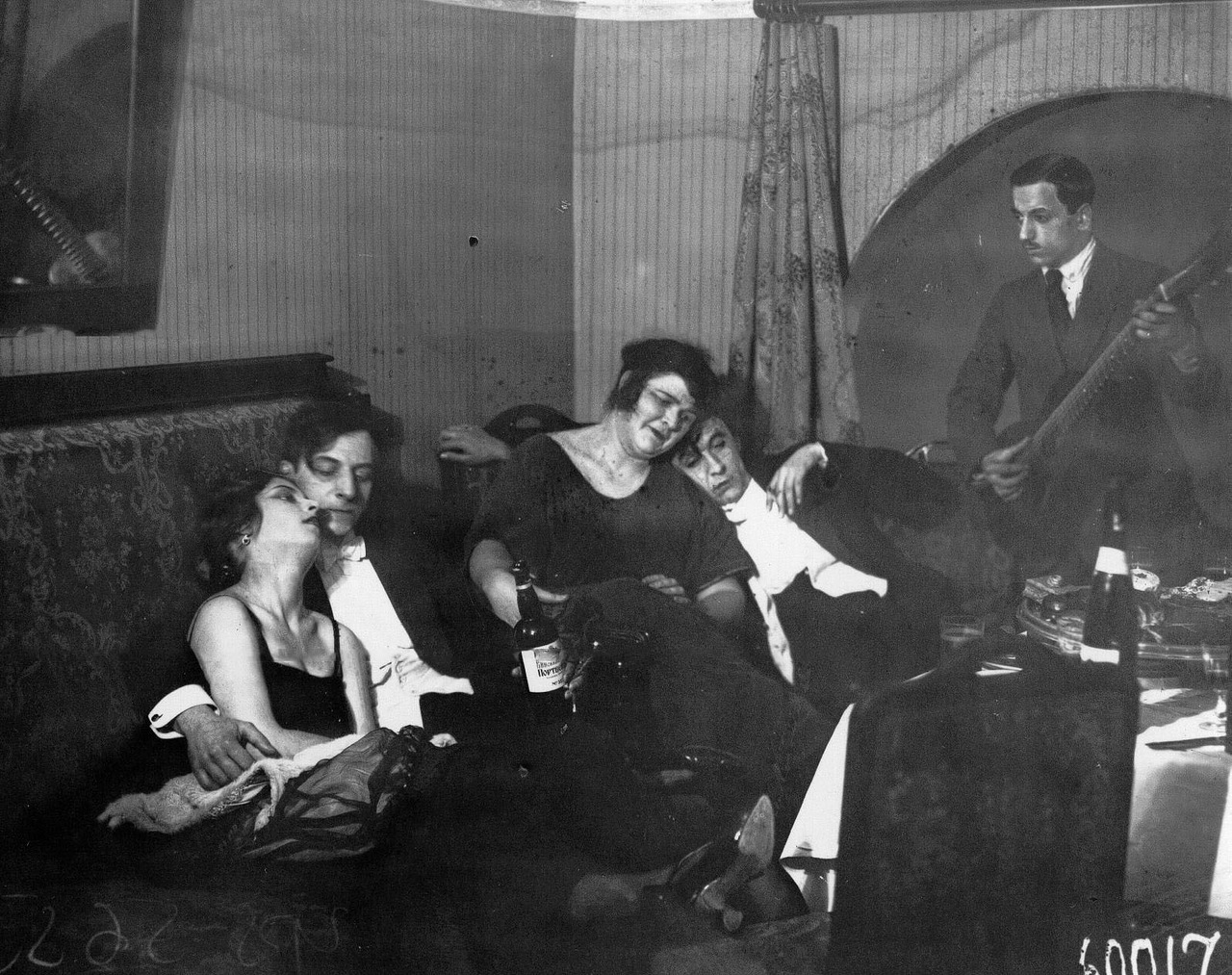
Секс-работницы и их клиенты снимают номер в отеле «Европа», 1925 год

К секс-работе женщин толкало бедственное материальное положение, вынуждавшее искать любые источники дохода. Многие секс-работницы были студентками, которые жили в тяжёлых жилищных условиях и недоедали. С возрастом ценность секс-работницы падала и она рано или поздно заражалась сифилисом или гонореей.
Секс-работницы причислялись к враждебным классовым элементами и одновременно к жертвам буржуазии, это отражалось на отношении к таким женщинам, перетекавшим с сострадания, желания помочь, к репрессивным мерам. Многими клиентами и покровителями секс-работниц были милиционеры, которые в обмен на услуги предоставляли защиту девушкам. Секс-работницы были постоянными посетительницами школы милиции и командного состава уголовного розыска.
В Петрограде существовало множество тайных притонов, где углы комнат сдавались женщинам, оказывавшим секс-услуги или услуги оказывали сами жительницы этих комнат. Большинство притоносодержателей были женщинами. Многие тайные притоны работали вместе с частными банями, в чьих помещениях секс-работницы обслуживали клиентов. Притоны тайно посещали в том числе горожане среднего достатка и представители власти. Самым известным «тайным» притоном была гостиница «Москва», популярный у бандитов. В 1923 году 61 % мужчин, трудившихся на фабриках и заводах, хотя бы раз спали с женщиной, торговавшей секс-услугами. Чем больше зарабатывал мужчина, тем чаще он искал услуги у секс-работниц.
В Петрограде работали подпольные публичные дома разной тематики для приличной публики, в том числе и с БДСМ-тематикой, бордели рекламировались под видом массажа или уроков французского языка. Среди посетителей заведений были такие знаменитости как Иосиф Оршер или Дмитрий Голубинский, его жена руководила одним из таких заведений. Многие секс-работницы оказывали услуги в общественных банях и их притоны содержались тайно при заведениях, в итоге власти организовывали рейды на бани или запрещали посещать их совместно женщинам и мужчинам.

### При правлении Сталина
Активная борьба с секс-работой развернулась к началу 1930-х годов, что привело к фактическому уничтожению организованной индустрии секс-работы, но не самого явления. Государство предпринимало репрессивные меры против женщин, уличённых в секс-работе. Тем не менее в 30-е годы в городе продолжали открываться и закрываться тайные притоны, они выступали подсобным заработком у самых бедных слоёв населения. Секс-работа ввиду своей незаконности оказалась сплетена с городским преступным сообществом и блатной культурой. Хипесничество, известный ещё до революции вид преступности продолжал процветать в городе. Многие женщины, занимавшиеся секс-работой также занимались воровством или это были члены бандитских группировок, выдававшие себя за секс-работниц, чтобы завлечь жертву и затем оглушить её и обворовать. В целом количество вовлечённых в секс-работу и секс-торговлю женщин в Ленинграде неизвестно ввиду того, что милиция того времени по умолчанию записывала всех пойманных бандиток в секс-работницы и наоборот. В Ленинграде имелась особая каста «профессиональных» секс-работниц, искавших богатых клиентов в ресторанах. При этом работники ресторанов тайно получали часть прибыли от этих женщин. Многие бедные женщины, оказывавшие секс-услуги отправлялись к матросам в ленинградском порту. Больше всего секс-работниц сосредотачивалось у Лиговского проспекта, который до революции был пристанищем для множества ночлежных домов для бездомных и в советское время выступал одним из самых неблагоприятных районов. Услугами женщин, торговавших секс-услугами пользовались члены партии и ленсовета, в том числе и принуждая их к сожительству. Данных о секс-работе и секс-торговле в 40-е годы, особенно во время войны крайне мало, однако известно существовании группы женщин в блокадном Ленинграде, обязывавшихся обслуживать офицеров.

### Причина становления
Женщин на секс-работу толкало тяжёлое жизненное положение, девушки, терявшие комсомольский билет, а вместе с тем — жильё и работу в итоге вставали на путь секс-работы, чтобы прокормить себя. Среди торговавших секс-услугами женщин значительная доля приходилась на матерей-одиночек в связи с их особенно уязвимым материальным положением и крайне малыми пособиями размером в пять рублей в месяц. Матерей-одиночек было особенно много после окончания Великой Отечественной войны. Секс-работа заманивала женщин прежде всего возможностью быстрее заработать деньги ввиду тяжёлых условий труда с низкими зарплатами. Секс-работой массово начинали заниматься выходцы детских домов из-за их плохой профессиональной и трудовой подготовки. Только в 1934 году «детдомовцы» составляли 13,5 % из всех пойманных на оказании секс-услуг женщин. Популяризации секс-работы невольно способствовала советская пропаганда, в частности навязывавшаяся новая половая мораль, отрицавшая институт церковного брака.

### Меры борьбы

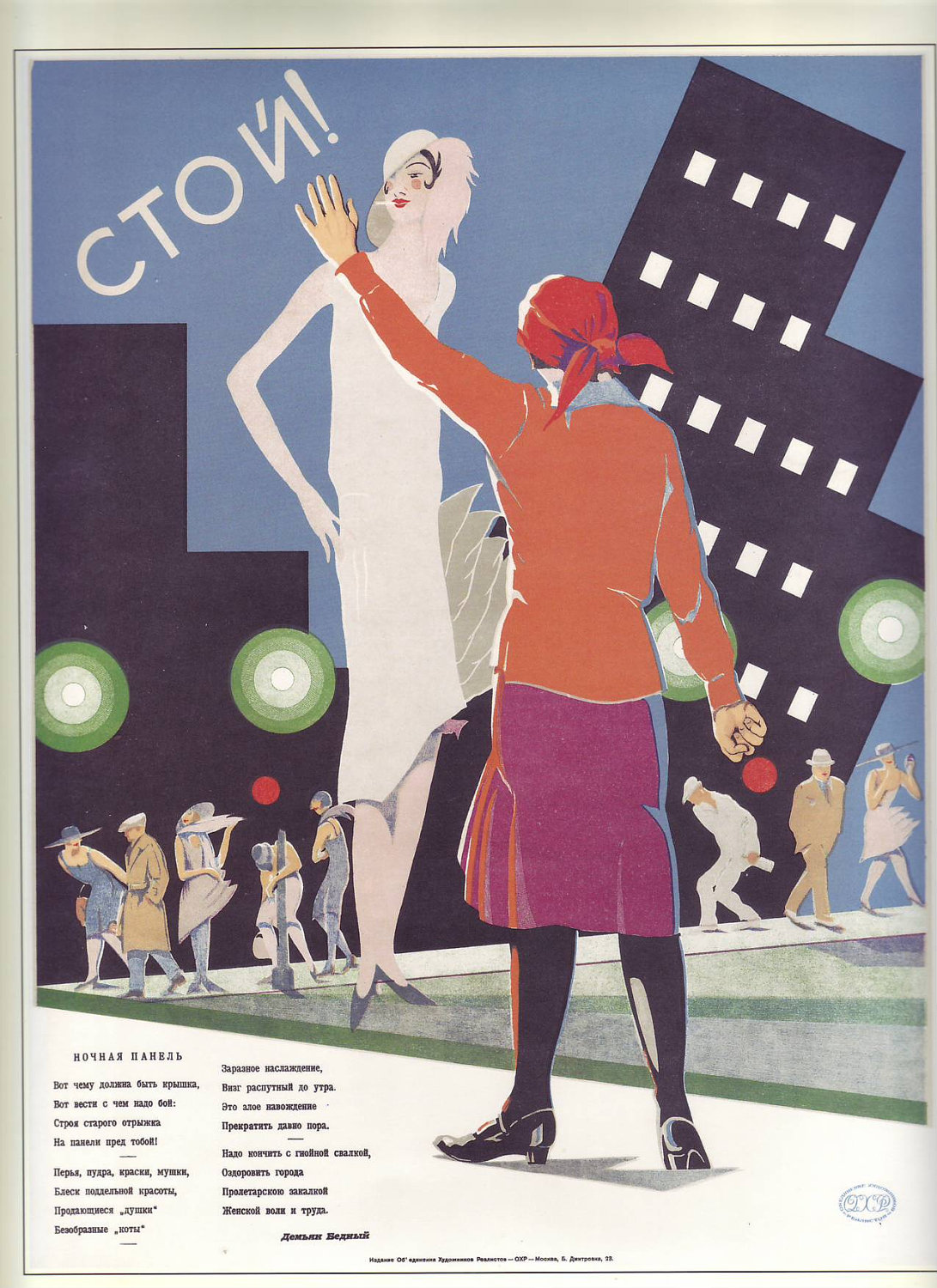
Советский плакат против секс-работы, 1929 год

Новое советское руководство объявило секс-работу незаконной. Советская идеология провозглашала секс-торговлю и секс-работу пережитком капитализма, чуждым явлением для коммунистического общества будущего и заявляла о необходимости «перевоспитать» подобных женщин. При этом если до революции мужчины, посещавшие секс-работниц практически не порицались, то советское руководство также начало активно порицать и мужчин, посещавших секс-работниц и также показательно составляя уголовные дела против клиентов-мужчин. Причисление как секс-работниц, так и их клиентов к маргиналам и классовым врагам стало частью новой советской идеологии. Уже в 1918 году за пределами Петрограда был организован концентрационный лагерь для секс-работниц.
Жёсткая борьба с секс-работницами развернулась с 1922 года. Социологи Львович и Голосенко заметили, что такая борьба повторяла худшие приёмы, принципы и установки, использовавшиеся в России прошлого и государство вело борьбу с самими женщинами оказывавшими секс-услуги вместо того, чтобы бороться с причинами, содвигавшими этих женщин идти на секс-работу. Нередко под репрессии попадали женщины, занимавшиеся внебрачным сексом, но не являвшиеся секс-работницами. Проблема также была связана с отсутствием единого плана по борьбе с секс-торговлей и секс-работой и постоянными сменами методов борьбы, в какой-то момент преобладали филантропические методы борьбы через попытки реабилитации вовлечённых в секс-торговлю и секс-работу женщин и программы по поддержке женщин с детьми. Петроград стал первым городом, где была предпринята программа по созданию условий для возвращения секс-работниц к «нормальной» жизни и чей опыт был затем перенят в других советских городах. Однако выполнение этих планов было неэффективным ввиду недостатка бюджетных средств и общего обнищания населения. Филантропические методы сменялись репрессивными методами массовых облав и даже массовой ссылкой этих женщин в Свирскую колонию в 140 километрах от Ленинграда. Заведения, задумавшиеся с целью реабилитации торговавших секс-услугами женщин на деле превращались в карательные лагеря. Освобождённые из заключения женщины чаще всего снова возвращались к секс-работе. К концу 1930-х годов за неэффективностью любых мер в борьбе с секс-работой она была фактически свёрнута. В связи с неэффективностью административных гонений против секс-работниц, их преследование ослабилось, а эту тему стало принято замалчивать и отрицать. В эпоху сталинизма любая тема, связанная с современной секс-торговлей и секс-работой стала замалчиваться. Идея победы над «проституцией» стала частью поздней советской идеологии.

### Поздний период
Подпольная секс-торговля и секс-работа сохранялась на протяжении всей советской эпохи, победа над «проституцией», как пережитка прошлого выступала частью советской идеологии, тем не менее секс-работа продолжала существовать и осуждалась общественной моралью, при этом в обществе существовали двойные стандарты, так как мужчины, искавшие услуги секс-работниц осуждались куда меньше, или вовсе не осуждались. Правоохранительные органы могли тайно вербовать секс-работниц, как агентов и шпионок. Известно, что женский персонал в банях и санаториях мог оказывать тайные сексуальные услуги. Около сотни секс-работниц работали в ресторанах. Они все стояли на учёте и сотрудничали с органами внутренних дел и комитетом государственной безопасности. Со слов очевидцев, они выглядели, как побитые жизнью женщины с довольно циничными взглядами на жизнь. Секс-работницы вели себя в ресторанах тихо и мечтали о знакомстве с иностранцем.
Оказывавших секс-услуги женщин можно было встретить на обочинах дорог с просьбой «подвезти». Любые данные, связанные с секс-торговлей и секс-работой были тщательно засекречены в 1970-е года.

## Перестройка, 1990-е и 2000-е годы
О секс-работе в Ленинграде, как отдельном явлении стало известно благодаря ослаблению государственной цензуры и снятия запрета на обсуждение этой темы. Известно, что перестройка на фоне общей либерализации сопровождалась и расцветом организованной секс-торговли. В 1980-е годы половина секс-работниц имели гражданскую профессию, чаще всего это были санитарки, горничные, дежурные парикмахерки и т. д. Каждая пятая была ученицей ССУЗа и ВУЗа . Тогда же средства массовой информации продвигали образ валютной-гостиничной и интуристовской секс-работницы, сексуальной, но укрывающей тёмную предысторию. Прибывавшие из стран запада туристы часто искали отношений с женщинами, оказывавшими секс-услуги. В обществе начал укрепляться образ «интердевочки», добывавшей множество денежных средств у иностранцев, способной заработать за один день несколько средних месячных зарплат. Согласно опросу в Литературной газете в 1987 году, учащиеся ПТУ поставили «интердевочку» на десятое место среди престижнейших профессий. Из-за романтизации образа интердевочки в СМИ, многие молодые девушки стали воспринимать секс-работу престижной и желанной профессией. Несмотря на вышеописанное, интуристовские секс-работницы всегда рисковали столкнуться с насилием, унижением и болезнями. Государство охотилось на интердевочек, привлекая их к ответственности за «операцию с валютой» (хранение иностранных денег). Основная часть женщин, вовлечённых в секс-работе, вопреки романтизации образа не обслуживала иностранных туристов и не купалась в деньгах. Карьера женщины, вовлечённой в секс-работу была скоротечна, повзрослевшая женщина быстро «теряла в стоимости». Основная масса торговавших секс-услугами женщин состояла из «квартирных», работавших на дому и обслуживавших постоянных клиентов. «Гостиничные», в отличие от интердевочек, обслуживали советских граждан. «Уличные» составляли крайне малую долю от общего числа — не больше 2 % — 3 %. «Вокзальные» или «бомжихи», предлагавшие самые дешёвые услуги и составляли 3 % — 5 % от общего числа торговавших секс-услугами женщин. Они состояли в основном из бедных, преждевременно постаревших и зачастую больных женщин, страдавших алкоголизмом. Работа женщины, оказывавшей секс-услуги была сопряжена с высокими рисками, они становились излюбленным жертвами у бандитов и бывших кадровых военных.
В 1990-е годы 90 % гостиничных секс-работниц были моложе 30 лет, каждая третья имела высшее или незаконченное образование. Среди оказывавших секс-услуги в гостиницах интердевочки составляли 70 %, остальные, именуемые «гостиничными», обслуживали сограждан за рубли. Среди гостиничных существовали и так называемые кидалы, бравшие деньги за секс, но всячески избегавшие его, устраивая побеги и скандалы.

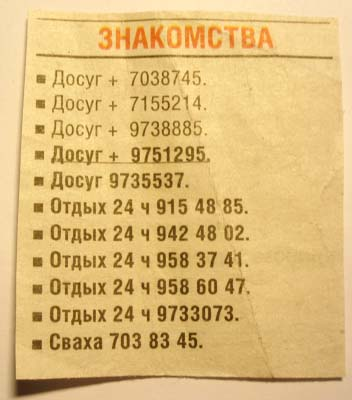
Реклама секс-работниц в Газете Экстра-Балт, 2006 год

Ещё до падения СССР, в Ленинграде стали открываться бордели, работавшие под прикрытием массажных, косметических салонов и саун. Несмотря на предпринятые попытки борьбы с секс-работой, по статье было привлечено всего несколько человек. В начале 1990-х годов стали появляться конторы телефонных девушек. Торговавшие секс-услугами женщины на улице той эпохи часто работали на сутенёров, связанных с преступными группировками. В 1992 году в Петербурге только по официальным данным предлагало секс-услуги 6000 — 8000 женщин. В условиях крайнего экономического кризиса, секс-работа стала для многих женщин единственным способом реального заработка денег. В городе с участием секс-работниц также стали создавать порно-материалы, распространявшиеся на чёрном рынке вместе с видеокассетами и печатной продукцией. Женщины, оказывавшие в притонах секс-услуги, хоть и были обязаны отдавать часть заработанного гонорара, однако им обеспечивалась лучшая защита прежде всего от клиента. Независимые секс-работницы часто сталкивались с ситуацией, когда клиент отказывался платить за услугу или приглашал с собой непрошенных гостей, устраивая групповое изнасилование. Бордели нанимали охранников, способных по необходимости успокаивать клиентов и выбивать из них обещанные гонорары. Если секс-работниц защищали бандитские группировки, то они по необходимости могли наказывать клиентов за проявленную жестокость. Работа сутенёром была сопряжена с высокими рисками, преступные группировки вели конфликты за «владение» секс-работницами, и основными жертвами таких «разборок» становились сутенёры и охранники.
Секс-работа была связана с преступным миром, бандиты экспортировали петербургских секс-работниц за границу, например в Финляндию или Германию, секс-работниц с венерическими заболеваниями могли подсылать к бизнесменам и следователям в рамках компании по их нефизическому устранению. Секс-работниц могли использовать, как агентов.
Неопытных и молодых женщин, вовлечённых в секс-работу называли «пипетками». Многие стремились уехать за границу, в основном в страны запада в поисках лучшего заработка, но многие из таких женщин попали в рабство.
В рамках борьбы с секс-торговлей и секс-работой в городе была организована полиция нравов, которая только в 1995 году провела более 130 поисково-профилактических мероприятий. Тем не менее эскортный бизнес начал сильно расти к 2000-м годам. По состоянию на начало 2003 года по неофициальным данным в Петербурге работало 8000 секс-работниц, 90 % из них употребляли наркотики и почти все были заражены ВИЧ. Значительная часть секс-работниц состояла из приезжих, хотя девушки по вызову были в основном местные. Секс-работа практически не наказывалась, например в 2000 году только каждый третий наложенный штраф «за проституцию» оплачивался. За пять лет в городе в пять раз выросло количество женщин, вовлечённых в секс-торговлю и секс-работу, в том числе и несовершеннолетних.
К началу 2000-х годов в городе по данным полиции нравов действовало около 280 своднических агентств с участием до 8 тысяч женщин, оказывавших секс-услуги, осуществлявших свою деятельность под видом клубов знакомств, саун, бань и гостиниц. Наибольшее количество агентств приходилось на Невский район. При этом у подразделения при имевшихся данных не было возможности ликвидировать эти агентства за недостатком средств и наличием милицейской «крыши» у этих заведений. Основными клиентами оказывавших секс-услуги женщин были бизнесмены, строители и чиновники. Уличных секс-работниц можно были увидеть ночью на определённых улицах или у вокзалов, где они толпились на остановках или вдоль проезжих частей. Самые дорогие услуги предлагали в Старо-Невском, Загородном, Московском проспектах. На территории Васильевского острова, на Искровском проспекте и других дальних и пригородных районах Петербурга наоборот предлагали самые дешёвые услуги побитые и часто наркозависимые женщины. При этом в данном списке не учитывались вокзальные секс-работницы самого низшего разряда, бравшие за услуги мало денег и страдавшие от болезней. В городе занимавшиеся секс-работой женщины рекламировали свои услуги через раздачу журналов на улице.

### Позднейший период
В Петербурге по состоянию на 2016 год действовала сеть подпольных борделей или салонов, каждый их которых предлагал услуги в разных ценовых категориях. Элитные салоны набирают молодых девушек с привлекательной внешностью. Бордели существуют под прикрытием стриптиз-баров, массажных салонов и других заведений. По числу протоколов, составленных на секс-работниц Петербург занимает первое в России место, опережая Москву. По утверждению редакции Бумаги, в городе работают сотни подпольных борделей, чей месячный оборот составляет несколько миллиардов рублей. Их владельцы — чаще всего замужние женщины средних лет, часто сами когда-то работавшие секс-работницами. Бордели — как правило крупные жилые квартиры с 3 — 4 комнатами. Клиентами становятся мужчины самых разных социальных слоёв населения, в том числе и депутаты. Всегда существует шанс, что клиент вместо секс-работницы нарвётся на мошенников. Основными клиентами секс-работниц являются мужчины от 25 до 35 лет — сотрудники органов, военные и работники в сфере IT. Чиновники наладили собственный эскорт. В сравнении с 2000-ми среди клиентов значительно выросла доля военных.

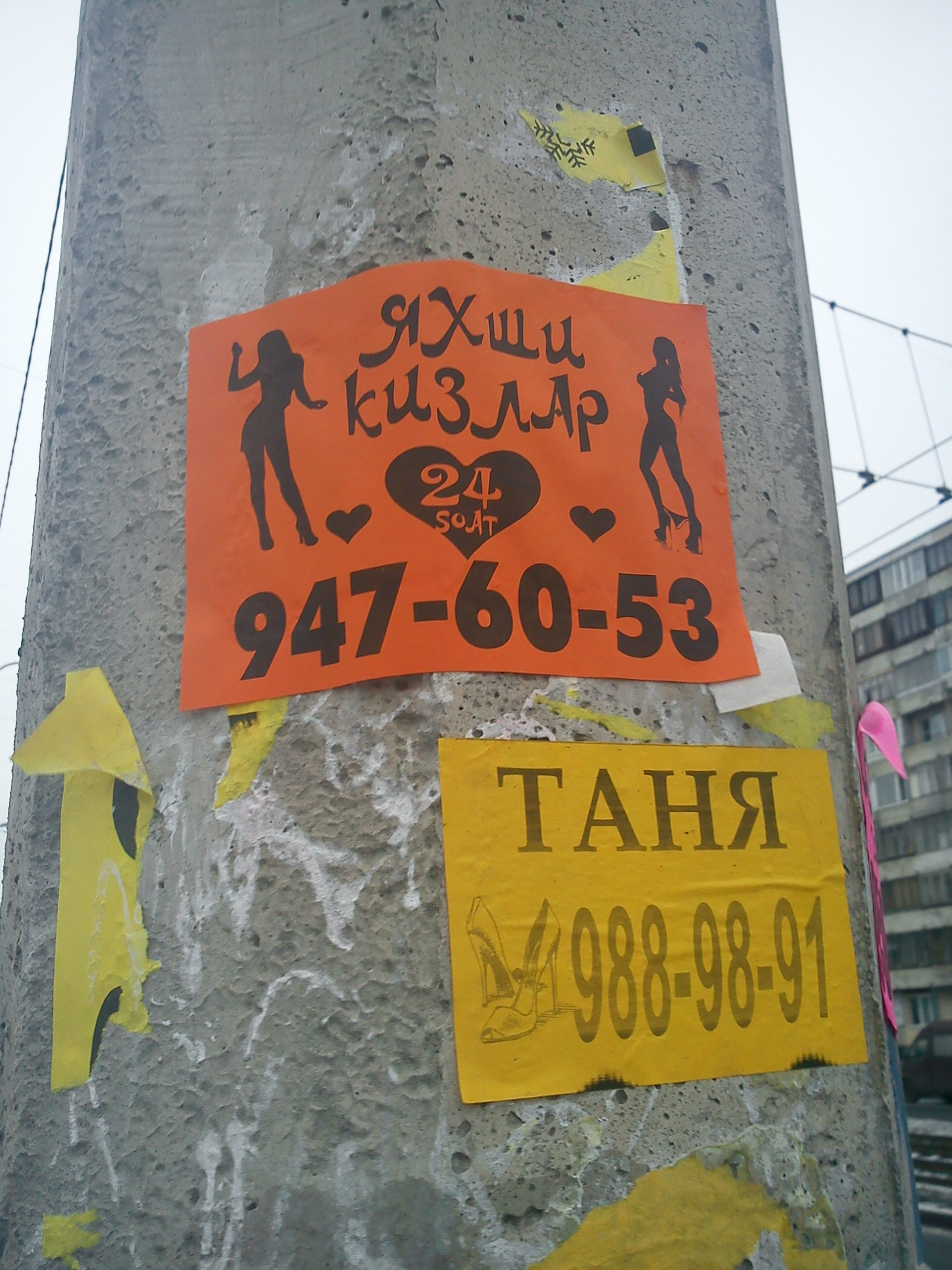
Реклама секс-услуг в Купчино, 2016 год

Несмотря на отсутствие легализации, полиция контролирует все основные сферы, связанные с секс-работой и секс-торговлей и даже может защищать их от активистов. Представители полиции взимают с борделей часть прибыли за «крышу», такое сотрудничество сочетается с периодическими и показательными облавами и минимальными штрафами для их участников, в том числе и для сутенёров, несмотря на наличие уголовной статьи. Когда власти Петербурга затрагивают тему, связанную с секс-работой, они склонны осуждать самих женщин, оказывавших секс-услуги, но не организаторов бизнеса. При этом власти не предпринимают никаких попыток борьбы с секс-работой, ограничивая свою деятельность показательными рейдами, которые усиливаются во время саммитов и государственных мероприятий. Правоохранительные органы также ведут борьбу с сайтами объявлений под предлогом порчи имиджа города, хотя такие сайты привели к уменьшению количества уличной рекламы, а клиенты, ищущие секс-работниц через сайты, имеют меньше шанса нарваться на мошенников.
Секс-работой чаще всего начинают заниматься женщины, оставшиеся без работы, неудовлетворённые зарплатой или пережившие потрясения в семейной жизни. Молодых девушек завлекают обещаниями высокой зарплаты и «возможностью уйти в любой момент». Общее количество женщин, вовлечённых в секс-торговлю и секс-работу не известно, предположительно несколько тысяч работающих в борделях и несколько тысяч самостоятельно без посредников, так называемые «индивидуалки». Чаще всего работающие в борделях женщины — выходцы из стран СНГ, по состоянию на 2010-е годы в основном это были украинки, также было много узбечек. Работающие в борделях или через посредников женщины получают как правило половину от цены, выложенной клиентом. Индивидуалки же как правило являются местными горожанками. У многих секс-работниц есть мужья, знающие об их карьере и иногда могут относиться к этому терпимо
В городе действуют сутенёры или рекрутеры, готовые помочь женщинам начать и наладить карьеру секс-работницы взамен на «комиссии». В качестве рекрутеров нанимают молодых и красивых мужчин, или это могут быть женщины, прикрывающиеся аккаунтами красивых мужчин, чтобы они соблазняли и влюбляли в себя женщин и затем пытались убедить начать заниматься секс-работой. С утверждения организации Рёбра Евы, большая часть женщин, оказывавших секс-услуги, оказалась вовлечена в бизнес обманом. Так как в элитных салонах самая высокая зарплата, женщины в ней как правило держатся за своё место, в то время, как в дешёвых салонах наблюдается высокая текучесть кадров.
Петербург стал известен из-за обилия уличной рекламы, связанной с секс-работой и секc-торговлей, которая наносится в основном трафаретом на асфальте. Впервые такого рода реклама появилась в 2012 году и за несколько лет ею оказались покрыты все асфальтовые улицы в городе. При этом с рекламой боролись в основном некоммерческие организации и активисты на фоне равнодушия городской власти, случались прецеденты, когда полиция ловила стиравших рекламу активистов, обвиняя их в мелком хулиганстве.

## Мужская секс-работа
О мужской секс-работе известно гораздо меньше, чем о женской, так как это явление не было столь массовым и игнорировалась отечественной криминологической наукой. В целом мужская секс-работа с точки зрения общественной морали ещё более социально осуждаема и низменна, нежели женская. О мужчинах и юношах, торговавших секс-услугами было ещё известно в дореволюционном Петербурге XIX века, которых можно было поделить на две основные категории. Первыми были юноши и мальчики, выраженно женственные и иногда напудренные, именуемые современниками буграми или бардашами. Они гуляли по улицам ночного города и устремлялись к мимо приезжавшим мужчинам, отвечавшим им улыбкой. Секс-работа выступала для них побочным заработком, сами юноши в основном работали форейторами, учениками ремесленников, писарями или даже иногда чиновниками низшего ранга. Общество относилось крайне враждебно к подобным юношам, рассматривая это, как форму мужеложества — один из страшных грехов в христианстве. Даже секс-работницы низшего разряда их презирали и могли нападать на секс-работников и изгонять их из «своих» районов, юноши же в ответ организовывали собственные банды, периодически устраивая стычки с группами секс-работниц. Тем не менее среди общества высшего света сложилось довольно терпимое отношение к разным формам нетрадиционным с точки зрения христианской морали отношениям. Клиентами и покровителями «мальчиков» становились как правило представители высших сословий. Среди их поклонников имелись графы и высшие чиновники, о чьих предпочтениях зачастую было известно общественности. Среди них например был князь Владимир Петрович Мещерский. Некоторые из секс-работников состояли в бандитских группировках и после оказания «услуги», начинали шантажировать своих клиентов в обмен на деньги и имущество, угрожая раскрыть общественности их тайные предпочтения.
Другая категория секс-работников — юнкера, кадеты, гимназисты или мальчики подмастерья, часто осуждавшие гомосексуальные формы отношений, но готовые торговать секс-услугами ради денежной выгоды. Их основными клиентами становились богатые мужчины — «тетки». Они собирались летом в основном в Зоологическом Саду. За предварительную оплату «тётки» ощупывали секс-работников в туалете и если были довольны, отправлялись в бани для секса. Даже позволяя себя только ощупывать, юноши могли заработать за один день много денег. Помимо зоопарка, «тётки» и юнкера посещали другие городские общественные пространства с чистым туалетом, местом своих встреч также избирали Михайловский театр, цирк Чинизелли, рестораны, особенно ресторан Палкина на углу Невского и Владимирского проспектов. Среди «тёток» были те, кто предпочитал как активный, так и пассивный секс с юнкерами. «Тётки» также могли выбирать себе молодых мужчин в любовные пары, организовывая закрытые балы и вечеринки, где-либо сами тетки, либо их «юноши» наряжались в женские платья, после ужина начинался секс и оргии.
Мужская секс-работа в её современной форме развилась в 1990-е годы, получив наибольшее распространение Санкт-Петербурге и Москве. Предоставляющие услуги — в основном молодые мужчины из бедных слоёв населения. В отличие от женщин, они склонны работать в одиночку, распространение интернета послужило дополнительным толчком к развитию мужской секс-работы. Значительная доля клиентов секс-работников, помимо женщин, состоит из гомосексуальных и бисексуальных мужчин.

## Детская секс-торговля и секс-работа
Эксплуатация несовершеннолетних девочек собственными родителями была выявлена ещё при правлении Елизаветы Петровны. Детская секс-торговля была незаконной, однако процветала на рубеже XIX и XX веков. В городе работали целые заведения с несовершеннолетними девочками, иногда по 10-12 лет. Детские бордели располагались часто на территории гостиниц, самый знаменитый бордель располагался в гостинице «Лондон» на углу Муринского проспекта и Спасской улицы. Заниматься секс-работой начинали, как правило, дети из социального дна, которые сожительствовали с родителями-алкоголиками. Их родители сами вовлекали детей в секс-торговлю, особенно матери — секс-работницы, также для этих целей сутенёры отлавливали детей-бродяг. Клиенты были готовы платить большие деньги за девочек, чем пользовались некоторые неблагополучные родители.

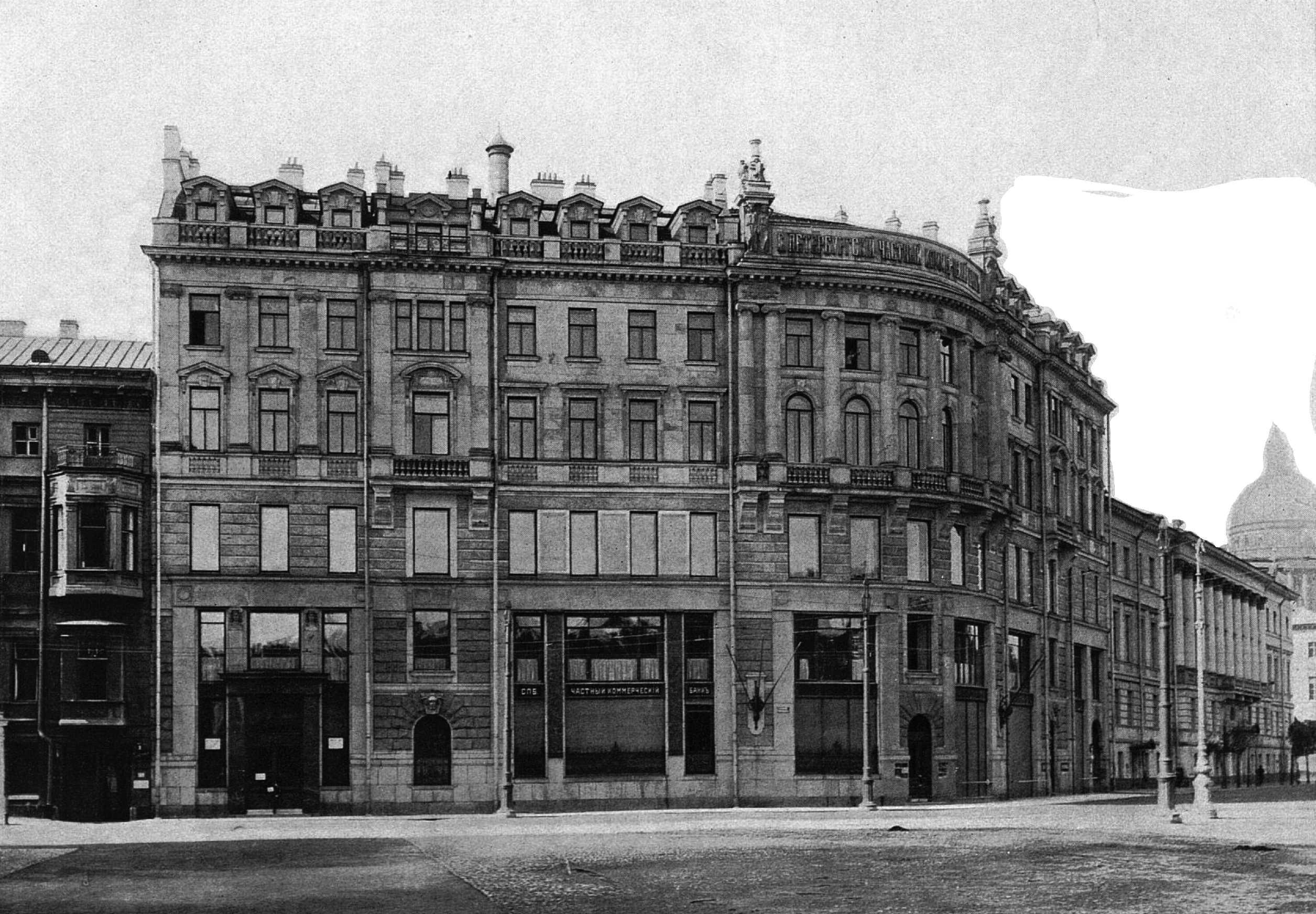
В гостинице «Лондон» располагался самый знаменитый «тайный» детский бордель

Доля девочек среди вовлечённых в секс-торговлю неизвестна в связи с отсутствием данных, предположительно, дети 10-12 лет могли составлять до 10 % от всех тайных секс-работниц в городе. Были известны многочисленные случаи, когда девочки, занимавшиеся секс-работой добровольно приходили к работникам врачебно-полицейского комитета, но те отказывались выдавать им бланки из-за возраста. Для борьбы с детской секс-торговлей и секс-работой были учреждены дома милосердия, где отлавливались и содержались уличённые в секс-работе девочки, однако это не возымело нужного эффекта, так как они возвращались к неблагополучным семьям, зачастую побуждавшим их снова идти на секс-работу. На теневом рынке также торговали мальчиками, предназначенными для клиентов-педерастов. Малолетних мальчиков можно было найти в кондитерских на Невском проспекте, где свои бордели организовывали единомышленники.
Расцвет детской секс-работы в Петрограде прошёлся на 1920-е годы, так как в городе подрастало поколение сирот, лишившихся родителей в первой мировой и гражданских войнах. Эти девочки также были выходцами из общественного дна или были дочерями матерей, в свою очередь, занимавшихся секс-работой. Чаще всего такие девочки уже в прошлом подвергались сексуальному насилию. Детская секс-работа была связана с детским беспризорничеством и хулиганством. Они также, как правило, формировали пары с «котами» — мальчиками-сиротами, защищавших таких девочек, попутно занимаясь воровством и бандитизмом. Девочки — секс-работницы и мальчики-хулиганы формировали закрытые сообщества, злоупотреблявшие наркотиками. Проблема с детской беспризорностью, как следствие массовых сталинских репрессий, а вместе с тем и детской секс-работы сохранялась и в 30-е годы.
Очередная волна детской секс-работы пришлась на 1990-е годы, когда по улицам Петербурга гуляли беспризорные дети. В 1993 году в Петербурге в рамках социологического опроса были выявлены несовершеннолетние дети 12-ти — 15-ти лет, занимавшиеся секс-работой, при этом среди них было много мальчиков. Организаторы опроса заметили тенденцию, что девочки выглядели старше своего возраста, а мальчики — наоборот. Существовала отдельная категория «дальнобойщиц», обслуживавших водителей на шоссе, состоявших в основном из несовершеннолетних девочек. В целом бизнес, завязанный на детской секс-торговле существовал в условиях особой скрытности из-за табуированного отношения к ней даже со стороны других замешанных в секс-торговле агентств, и усиленного преследования детских сутенёров правоохранительными органами. Подростки получали мало денег за услуги. При этом существовала система доставки подростков в гостиницы к иностранцам, такие агентства очень осторожно подбирали клиентов, готовых много платить за сеансы. Сегодня большинство борделей в городе отказываются иметь дело с несовершеннолетними из-за страха уголовного преследования. Тем не менее секс-торговля несовершеннолетними существует, и клиенты готовы больше платить за девочек.

## Общественное восприятие и дискриминация
Отношение к секс-работе исторически рассматривалось через призму христианской морали, рассматривавшей её, как форму прелюбодеяния, одного из главных грехов в Христианстве. Предубеждения против секс-работниц были достаточно сильными. Они воспринимались общественностью даже хуже, чем бандиты или бездомные. Для женщины вовлечение в секс-работу было признаком явного позора и унижения её женского достоинства с точки зрения общественной морали. Павел I требовал от женщин, оказывавших секс-услуги, носить на улице Петербурга отличительные жёлтые платья. Самые распространённые предубеждения касались идеи того, что секс-работницы являлись главными виновницами в распространении дурных нравов, что на секс-работу их толкала прирождённая и наследственная порочность, а также, что это пришедшее из запада явление, хотя торговавшие секс-услугами женщины в достатке встречались в русских городах и до основания Петербурга. Традиционно на женщин, оказывавших секс-услуги перекидывали вину за распространение сифилиса. Несмотря на крайне высокую заболеваемость этим недугом среди бедного городского населения, секс-работницы по-прежнему составляли крайне малую долю от всех заражённых сифилисом горожан. Даже в советскую эпоху, продвигавшую идею равноправия полов, общество продолжало относиться к таким женщинам с неприкрытым отвращением. Советское руководство унаследовало идею, продвигавшуюся аболиционистами, что секс-работа — это форма подчинения женщины мужчине и подлежит искоренению. Советская идеология объявляла секс-работниц классовыми врагами, подлежащими перевоспитанию. Из-за сильных предубеждений секс-работницы чаще остальных женщин сталкивались с зачастую необоснованным насилием, травлей, издёвками, сексуальными домогательствами. В царскую и советскую эпоху в секс-работе могли обвинить женщин, уличённых в добрачных отношениях и наказывать их за это.
При этом общество в разные эпохи снисходительно относилось к мужчинам, посещавшим секс-работниц и общественность это воспринимала, как часть мужского досуга. В разные периоды истории города клиентами таких женщин становились представители высших сословий, аристократия, офицеры, партийные чиновники, депутаты. Попытка Елизаветы Петровны полностью искоренить секс-работу и секс-торговлю в Петербурге встретила протестную реакцию у офицеров и дворян, лишившихся досуга развлекаться с женщинами, оказывавшими секс-услуги. Накануне революции примерно 50 % юношей в Петербурге имели первый сексуальный опыт с секс-работницами. Даже несмотря на то, что клиенты торговавших секс-услугами женщин объявлялись советской идеологией классовыми врагами и руководство показательно проводило рейды на таких мужчин, это не смогло переломить снисходительное отношение общества к клиентам секс-работниц. В советскую эпоху среди рабочих фабрик считалось в почёте иметь опыт снятия секс-работницы и наличие венерического заболевания, как доказательство «молодечества». Многие молодые люди подбивали своих младших коллег идти к секс-работницам для доказательства мужества. Уже в 16 лет юношей без сексуального опыта унижали и обзывали «красными девицами», «бабами» и т.д. Частыми клиентами секс-работниц были женатые мужчины с семьями. Секс-работниц могли насильно принуждать к сожительству офицеры, члены партии и ленсовета.
Промышлявшие секс-услугами женщины подвергались репрессиям и гонениям на протяжении всего XVIII века, начала XIX века и при правлении Сталина. Даже в эпоху легализации секс-работы на рубеже XIX и XX веков, пренебрежительное отношение к торговавшим секс-услугами женщинам выражалось в способе проставления их на учёт. Если женщина до этого и имела паспорт, то лишалась его, получая взамен билет или бланк «проститутки». Это означало, что женщина по умолчанию понижалась в своих гражданских правах, становилась общественной парией, даже при наличии программы по реабилитации со стороны врачебно-полицейского комитета. Занимавшаяся секс-услугами женщина, как правило, не могла скрыть свою деятельность от остальных, поменять профессию и стать частью «чистой семьи», билетные секс-работницы не имели право менять место жительства. При этом в империи продолжала действовать уголовная ответственность «за блуд», то есть секс-работница вставала перед выбором — оставаться свободной с риском привлечения уголовной ответственности или же пройти регистрацию и потерять свой паспорт, а вместе с тем — общественный статус и гражданские права. В то время беспаспортные люди воспринимались современниками, как неполноценные члены общества.
Несмотря на репрессивную политику в отношение женщин, вовлечённых в секс-работу и секс-торговлю, проводимую в сталинскую эпоху, секуляризация городского общества в условиях социалистического строя привела и к улучшению общественного положения среднестатистической женщины, занимавшейся секс-услугами. Если в дореволюционную эпоху секс-работой почти всегда начинали заниматься выпавшие из общества незамужние девушки и вынужденные отныне существовать, как общественные парии без шанса найти другую работу и выйти замуж, то советская женщина, вовлечённая в секс-работу чаще всего была (бывшей) замужней женщиной с детьми у которой секс-работа выступала тайным способом дополнительного заработка.